# Mistrovství světa v rychlobruslení juniorů 2009
Mistrovství světa v rychlobruslení juniorů 2009 se konalo od 20. do 22. února 2009 na otevřené rychlobruslařské dráze Tor Cos v polském Zakopanem. Celkově se jednalo o 38. světový šampionát pro chlapce a 37. pro dívky. Českou výpravu tvořili Pavel Kulma, Milan Sáblík, Karolína Erbanová a Andrea Jirků.
Premiérově byly na mistrovství světa juniorů udělovány tituly i na jednotlivých tratích.
| Program                                                  | Program                                                                    | Program                                                         |
| -------------------------------------------------------- | -------------------------------------------------------------------------- | --------------------------------------------------------------- |
| 20. února                                                | 21. února                                                                  | 22. února                                                       |
| 500 m dívky 500 m chlapci 1 500 m dívky 3 000 m chlapci2 | 500 m chlapci1 1 000 m dívky 1 500 m chlapci 3 000 m dívky 5 000 m chlapci | 500 m dívky1 1 000 m chlapci1 družstva chlapci1 družstva dívky1 |

1 závody, které se nezapočítávaly do víceboje
2 závod, který byl pouze součástí víceboje

## Chlapci
| Pořadí           | Jméno                  | Země       | Čas 1        | Čas 2       | Celkový čas |
| ---------------- | ---------------------- | ---------- | ------------ | ----------- | ----------- |
| Zlatá medaile    | Mitchell Whitmore      | USA        | 36,44 (1.)   | 36,68 (2.)  | 73,120      |
| Stříbrná medaile | Richard MacLennan      | Kanada     | 37,15 (7.)   | 36,63 (1.)  | 73,780      |
| Bronzová medaile | Guillaume Blais-Dufour | Kanada     | 36,82 (2.)   | 37,01 (4.)  | 73,830      |
| 4.               | Roman Kreč             | Kazachstán | 37,03 (4.)   | 36,89 (3.)  | 73,920      |
| 5.               | Daniel Gwadera         | Polsko     | 37,19 (9.)   | 37,03 (5.)  | 74,220      |
| 6.               | Artur Nogal            | Polsko     | 37,33 (12.)  | 37,18 (6.)  | 74,510      |
| 7.               | William Dutton         | Kanada     | 37,26 (10.)  | 37,37 (8.)  | 74,630      |
| 8.               | Matthew Shanahan       | USA        | 37,16 (8.)   | 37,56 (9.)  | 74,720      |
| 9.               | Alexej Bondarčuk       | Kazachstán | 37,45 (17.)  | 37,34 (7.)  | 74,790      |
| 10.              | Hiroaki Hara           | Japonsko   | 37,10 (5.)   | 37,81 (13.) | 74,910      |
|                  |                        |            |              |             |             |
| —                | Milan Sáblík           | Česko      | 38,51 (38.)  | —           | —           |
| —                | Pavel Kulma            | Česko      | 53,84* (58.) | —           | —           |

| Pořadí           | Jméno             | Země        | Celkový čas |
| ---------------- | ----------------- | ----------- | ----------- |
| Zlatá medaile    | Jan Daldossi      | Itálie      | 1:12,35     |
| Stříbrná medaile | Jonathan Kuck     | USA         | 1:12,43     |
| Bronzová medaile | Roman Kreč        | Kazachstán  | 1:12,70     |
| 4.               | Mitchell Whitmore | USA         | 1:12,80     |
| 5.               | Sun Lung-ťiang    | Čína        | 1:12,93     |
| 6.               | Richard MacLennan | Kanada      | 1:12,97     |
| 7.               | Brian Hansen      | USA         | 1:13,31     |
| 8.               | Fjodor Mezencev   | Kazachstán  | 1:13,61     |
| 9.               | Alexej Bondarčuk  | Kazachstán  | 1:13,94     |
| 10.              | Ha Hong-son       | Jižní Korea | 1:14,04     |
|                  |                   |             |             |
| 22.              | Milan Sáblík      | Česko       | 1:15,70     |
| 28.              | Pavel Kulma       | Česko       | 1:17,78     |

| Pořadí           | Jméno                  | Země        | Celkový čas |
| ---------------- | ---------------------- | ----------- | ----------- |
| Zlatá medaile    | Pim Cazemier           | Nizozemsko  | 1:52,66     |
| Stříbrná medaile | Roman Kreč             | Kazachstán  | 1:53,21     |
| Bronzová medaile | Jan Daldossi           | Itálie      | 1:53,26     |
| 4.               | Koen Verweij           | Nizozemsko  | 1:53,52     |
| 5.               | Jonathan Kuck          | USA         | 1:53,56     |
| 6.               | Brian Hansen           | USA         | 1:54,32     |
| 7.               | Guillaume Blais-Dufour | Kanada      | 1:54,40     |
| 8.               | Ha Hong-son            | Jižní Korea | 1:54,47     |
| 9.               | Demian Roelofs         | Nizozemsko  | 1:55,08     |
| 10.              | Lucas van Alphen       | Nizozemsko  | 1:55,25     |
|                  |                        |             |             |
| 24.              | Milan Sáblík           | Česko       | 1:57,27     |
| 33.              | Pavel Kulma            | Česko       | 1:58,59     |

| Pořadí | Jméno                 | Země        | Celkový čas |
| ------ | --------------------- | ----------- | ----------- |
| 1.     | Koen Verweij          | Nizozemsko  | 3:52,73     |
| 2.     | Pim Cazemier          | Nizozemsko  | 3:53,63     |
| 3.     | Jonathan Kuck         | USA         | 3:54,22     |
| 4.     | Brian Hansen          | USA         | 3:55,22     |
| 5.     | Sverre Lunde Pedersen | Norsko      | 3:59,12     |
| 6.     | Demian Roelofs        | Nizozemsko  | 4:00,13     |
| 7.     | Scott Bickerton       | Kanada      | 4:00,23     |
| 8.     | Sun Lung-ťiang        | Čína        | 4:00,89     |
| 9.     | Daniel Joseph Nation  | Nový Zéland | 4:02,46     |
| 10.    | Kjetil Stiansen       | Norsko      | 4:02,52     |
|        |                       |             |             |
| 11.    | Pavel Kulma           | Česko       | 4:02,59     |
| 13.    | Milan Sáblík          | Česko       | 4:03,32     |

| Pořadí           | Jméno                 | Země        | Celkový čas |
| ---------------- | --------------------- | ----------- | ----------- |
| Zlatá medaile    | Koen Verweij          | Nizozemsko  | 6:47,54     |
| Stříbrná medaile | Brian Hansen          | USA         | 6:51,80     |
| Bronzová medaile | Jonathan Kuck         | USA         | 6:52,81     |
| 4.               | Pim Cazemier          | Nizozemsko  | 6:53,85     |
| 5.               | Patrick Beckert       | Německo     | 6:55,78     |
| 6.               | Sverre Lunde Pedersen | Norsko      | 6:56,78     |
| 7.               | Scott Bickerton       | Kanada      | 6:58,64     |
| 8.               | Daniel Joseph Nation  | Nový Zéland | 6:58,91     |
| 9.               | Sun Lung-ťiang        | Čína        | 7:00,00     |
| 10.              | Milan Sáblík          | Česko       | 7:01,70     |
|                  |                       |             |             |
| 12.              | Pavel Kulma           | Česko       | 7:02,19     |

| Pořadí           | Jméno                                                             | Čas ve finále | Čas v rozjížďce |
| ---------------- | ----------------------------------------------------------------- | ------------- | --------------- |
| Zlatá medaile    | Nizozemsko Pim Cazemier, Lucas van Alphen, Koen Verweij           | 3:59,21       | 4:00,91         |
| Stříbrná medaile | Německo Patrick Beckert, Hubert Hirschbichler, Niclas Kleyling    | 4:05,39       | 4:02,68         |
| Bronzová medaile | USA Laurence Ducker, Brian Hansen, Jonathan Kuck                  | 4:01,16       | 4:03,32         |
| 4.               | Itálie Gianmarco Bazzoni, Jan Daldossi, Mirko Giacomo Nenzi       | 4:06,29       | 4:03,00         |
| 5.               | Norsko Torgeir Høgheim, Sverre Lunde Pedersen, Kjetil Stiansen    | —             | 4:03,39         |
| 6.               | Jižní Korea Ha Hong-son, Kim Čin-su, Won Dong-hwan                | —             | 4:05,88         |
| 7.               | Polsko Andrzej Gąsienica-Laskowy, Łukasz Górski, Daniel Gwadera   | —             | 4:07,00         |
| 8.               | Rusko Alexej Beljakov, Alexej Naumkin, Alexandr Razorjonov        | —             | 4:07,04         |
| 9.               | Kanada Scott Bickerton, Guillaume Blais-Dufour, Richard MacLennan | —             | 4:07,40         |
| 10.              | Japonsko Cujoši Niidžama, Tomoja Watanabe, Daiči Jamanaka         | —             | 4:09,42         |

### Celkové výsledky víceboje
- Závodu se zúčastnilo 39 závodníků.

| Pořadí           | Jméno                  | Země        | 500 m        | 3 000 m       | 1 500 m       | 5 000 m       | Počet bodů |
| Zlatá medaile    | Koen Verweij           | Nizozemsko  | 37,26 (5.)   | 3:52,73 (1.)  | 1:53,52 (2.)  | 6:47,54 (1.)  | 154,642    |
| Stříbrná medaile | Jonathan Kuck          | USA         | 36,99 (2.)   | 3:54,22 (3.)  | 1:53,56 (3.)  | 6:52,81 (3.)  | 155,160    |
| Bronzová medaile | Brian Hansen           | USA         | 37,15 (3.)   | 3:55,22 (4.)  | 1:54,32 (4.)  | 6:51,80 (2.)  | 155,639    |
| 4.               | Pim Cazemier           | Nizozemsko  | 37,78 (10.)  | 3:53,63 (2.)  | 1:52,66 (1.)  | 6:53,85 (4.)  | 155,656    |
| 5.               | Sun Lung-ťiang         | Čína        | 37,38 (6.)   | 4:00,89 (8.)  | 1:55,56 (9.)  | 7:00,00 (8.)  | 158,048    |
| 6.               | Sverre Lunde Pedersen  | Norsko      | 38,18 (16.)  | 3:59,12 (5.)  | 1:55,64 (10.) | 6:56,78 (5.)  | 158,257    |
| 7.               | Demian Roelofs         | Nizozemsko  | 37,76 (9.)   | 4:00,13 (6.)  | 1:55,08 (7.)  | 7:04,09 (11.) | 158,550    |
| 8.               | Guillaume Blois-Dufour | Kanada      | 36,82 (1.)   | 4:03,49 (14.) | 1:54,40 (5.)  | 7:19,95 (16.) | 159,529    |
| 9.               | Ha Hong-son            | Jižní Korea | 38,36 (18.)  | 4:06,16 (21.) | 1:54,47 (6.)  | 7:04,91 (13.) | 160,033    |
| 10.              | Milan Sáblík           | Česko       | 38,51 (22.)  | 4:03,32 (13.) | 1:57,27 (19.) | 7:01,70 (9.)  | 160,323    |
|                  |                        |             |              |               |               |               |            |
| 16.              | Pavel Kulma            | Česko       | 53,84* (38.) | 4:02,59 (11.) | 1:58,59 (27.) | 7:02,19 (10.) | 176,020    |

* pád

## Dívky
| Pořadí           | Jméno               | Země        | Čas 1       | Čas 2       | Celkový čas |
| ---------------- | ------------------- | ----------- | ----------- | ----------- | ----------- |
| Zlatá medaile    | Olga Fatkulinová    | Rusko       | 40,23 (1.)  | 39,85 (1.)  | 80,080      |
| Stříbrná medaile | An Či-min           | Jižní Korea | 40,36 (2.)  | 40,35 (2.)  | 80,710      |
| Bronzová medaile | Jukina Nišinaová    | Japonsko    | 40,52 (3.)  | 40,73 (3.)  | 81,250      |
| 4.               | Marit Dekkerová     | Nizozemsko  | 40,72 (4.)  | 40,99 (4.)  | 81,710      |
| 5.               | Yvonne Daldossiová  | Itálie      | 40,73 (5.)  | 41,01 (5.)  | 81,740      |
| 6.               | Katja Franzenová    | Německo     | 40,81 (7.)  | 41,03 (6.)  | 81,840      |
| 7.               | Ajaka Satová        | Japonsko    | 40,85 (8.)  | 41,05 (7.)  | 81,900      |
| 8.               | Janine Smitová      | Nizozemsko  | 41,08 (13.) | 41,25 (8.)  | 82,330      |
| 9.               | Jekatěrina Ajdovová | Kazachstán  | 40,79 (6.)  | 41,67 (11.) | 82,460      |
| 10.              | Hege Bøkková        | Norsko      | 41,22 (15.) | 41,30 (10.) | 82,520      |
|                  |                     |             |             |             |             |
| 21.              | Andrea Jirků        | Česko       | 42,89 (37.) | 43,53 (21.) | 86,420      |
| —                | Karolína Erbanová   | Česko       | 39,44 (10.) | —           | —           |

| Pořadí           | Jméno                 | Země        | Celkový čas |
| ---------------- | --------------------- | ----------- | ----------- |
| Zlatá medaile    | Roxanne van Hemertová | Nizozemsko  | 1:20,55     |
| Stříbrná medaile | Hege Bøkková          | Norsko      | 1:20,63     |
| Bronzová medaile | Olga Fatkulinová      | Rusko       | 1:20,73     |
| 4.               | Karolína Erbanová     | Česko       | 1:21,24     |
| 5.               | An Či-min             | Jižní Korea | 1:21,91     |
| 6.               | Katarzyna Woźniaková  | Polsko      | 1:22,10     |
| 7.               | Yvonne Nautová        | Nizozemsko  | 1:22,15     |
| 8.               | Angelina Gilikovová   | Rusko       | 1:22,31     |
| 9.               | Ida Njåtunová         | Norsko      | 1:22,57     |
| 10.              | Janine Smitová        | Nizozemsko  | 1:22,72     |
|                  |                       |             |             |
| 16.              | Andrea Jirků          | Česko       | 1:23,99     |

| Pořadí           | Jméno                    | Země        | Celkový čas |
| ---------------- | ------------------------ | ----------- | ----------- |
| Zlatá medaile    | Roxanne van Hemertová    | Nizozemsko  | 2:02,91     |
| Stříbrná medaile | Yvonne Nautová           | Nizozemsko  | 2:05,28     |
| Bronzová medaile | Olga Fatkulinová         | Rusko       | 2:05,54     |
| 4.               | Karolína Erbanová        | Česko       | 2:06,79     |
| 5.               | Miho Takagiová           | Japonsko    | 2:07,00     |
| 6.               | Katarzyna Woźniaková     | Polsko      | 2:07,07     |
| 7.               | Jorieke van der Geestová | Nizozemsko  | 2:07,30     |
| 8.               | Andrea Jirků             | Česko       | 2:07,42     |
| 9.               | Pak To-jong              | Jižní Korea | 2:07,49     |
| 10.              | Ivanie Blondinová        | Kanada      | 2:07,95     |

| Pořadí           | Jméno                    | Země        | Celkový čas |
| ---------------- | ------------------------ | ----------- | ----------- |
| Zlatá medaile    | Yvonne Nautová           | Nizozemsko  | 4:21,54     |
| Stříbrná medaile | Pak To-jong              | Jižní Korea | 4:24,82     |
| Bronzová medaile | Roxanne van Hemertová    | Nizozemsko  | 4:25,98     |
| 4.               | Katarzyna Woźniaková     | Polsko      | 4:26,98     |
| 5.               | Ivanie Blondinová        | Kanada      | 4:27,44     |
| 6.               | Andrea Jirků             | Česko       | 4:28,33     |
| 7.               | Jennifer Bayová          | Německo     | 4:29,19     |
| 8.               | Miho Takagiová           | Japonsko    | 4:30,02     |
| 9.               | Jorieke van der Geestová | Nizozemsko  | 4:32,12     |
| 10.              | Angelika Golikovová      | Rusko       | 4:33,02     |
|                  |                          |             |             |
| 34.              | Karolína Erbanová        | Česko       | DSQ         |

### Stíhací závod družstev
- Závod nebyl součástí víceboje.
- Závodu se zúčastnilo 14 týmů.

| Pořadí           | Jméno                                                                      | Čas ve finále | Čas v rozjížďce |
| ---------------- | -------------------------------------------------------------------------- | ------------- | --------------- |
| Zlatá medaile    | Nizozemsko Yvonne Nautová, Jorieke van der Geestová, Roxanne van Hemertová | 3:16,30       | 3:17,18         |
| Stříbrná medaile | Japonsko Mai Kijamaová, Miho Takagiová, Risa Takajamaová                   | 3:19,86       | 3:19,45         |
| Bronzová medaile | Jižní Korea An Či-min, Im Čong-su, Pak To-jong                             | 3:20,18       | 3:19,84         |
| 4.               | Německo Jennifer Bayová, Roxanne Dufterová, Karolin Siebertová             | 3:22,30       | 3:20,37         |
| 5.               | Rusko Anna Černovová, Olga Fatkulinová, Angelina Golikovová                | —             | 3:20,46         |
| 6.               | Polsko Aleksandra Gossová, Katarzyna Woźniaková, Kinga Woźniaková          | —             | 3:21,08         |
| 7.               | Kanada Ivanie Blondinová, Sarah Greggová, Brianne Tuttová                  | —             | 3:24,05         |
| 8.               | Kazachstán Jekatěrina Ajdovová, Viktorija Lugová, Olga Žiginová            | —             | 3:26,43         |
| 9.               | Norsko Hege Bøkková, Hanne Hauglandová, Ida Njåtunová                      | —             | 3:27,82         |
| 10.              | USA Petra Ackerová, Mia Manganellová, Sugar Toddová                        | —             | 3:28,20         |

### Celkové výsledky víceboje
- Závodu se zúčastnilo 35 závodnic.

| Pořadí           | Jméno                 | Země        | 500 m       | 1 500 m       | 1 000 m       | 3 000 m       | Počet bodů |
| Zlatá medaile    | Roxanne van Hemertová | Nizozemsko  | 40,85 (3.)  | 2:02,91 (1.)  | 1:20,55 (1.)  | 4:25,98 (3.)  | 166,425    |
| Stříbrná medaile | Yvonne Nautová        | Nizozemsko  | 41,17 (7.)  | 2:05,88 (2.)  | 1:22,15 (6.)  | 4:21,54 (1.)  | 167,595    |
| Bronzová medaile | Katarzyna Woźniaková  | Polsko      | 41,59 (10.) | 2:07,07 (5.)  | 1:22,10 (5.)  | 4:26,98 (4.)  | 169,492    |
| 4.               | Miho Takagiová        | Japonsko    | 49,96 (5.)  | 2:07,00 (4.)  | 1:22,99 (9.)  | 4:30,02 (7.)  | 169,791    |
| 5.               | Pak To-jong           | Jižní Korea | 42,45 (20.) | 2:07,49 (8.)  | 1:23,63 (12.) | 4:24,82 (2.)  | 170,897    |
| 6.               | An Či-min             | Jižní Korea | 40,36 (1.)  | 2:09,89 (15.) | 1:21,91 (4.)  | 4:37,73 (12.) | 170,899    |
| 7.               | Ivanie Blondinová     | Kanada      | 41,95 (16.) | 2:07,95 (9.)  | 1:23,46 (11.) | 4:27,44 (5.)  | 170,903    |
| 8.               | Hege Bøkková          | Norsko      | 41,22 (8.)  | 2:09,12 (12.) | 1:20,63 (2.)  | 4:38,30 (14.) | 170,958    |
| 9.               | Angelika Golikovová   | Rusko       | 41,59 (10.) | 2:10,05 (16.) | 1:22,31 (7.)  | 4:33,02 (8.)  | 171,598    |
| 10.              | Ida Njåtunová         | Norsko      | 41,91 (15.) | 2:09,26 (13.) | 1:22,57 (8.)  | 4:33,24 (9.)  | 171,821    |
|                  |                       |             |             |               |               |               |            |
| 11.              | Andrea Jirků          | Česko       | 42,89 (24.) | 2:07,42 (7.)  | 1:23,99 (13.) | 4:28,33 (6.)  | 172,079    |
| 16.              | Karolína Erbanová     | Česko       | 40,88 (4.)  | 2:06,79 (3.)  | 1:21,24 (3.)  | DSQ           | 123,763    |